# فيلق الجمال
كان فيلق الجمال بيكانر وحدة من قوات الخدمة الإمبراطورية في الهند التي حاربت من أجل قوات الحلفاء في الحرب العالمية الأولى والحرب العالمية الثانية.
أسس الفيلق مهراجا جانجا سينغ من ولاية بيكانر الهندية، باسم جانجا ريسالا بعد أن قبلت الحكومة البريطانية في الهند عرضه بجمع قوة من 500 جندي. كان لولاية بيكانر تاريخ طويل في استخدام الجنود الجمال. على سبيل المثال، في عام 1465 قاد راو بيكا قوة من 300 Sowar (أو راكبي الجمال) لغزو الأراضي المجاورة. قاد جانجا سينغ فيلق الجمال جانجا ريسالا عندما قاتلت في ثورة الملاكمين الصين عام 1900، وفي صوماليلاند في 1902-1904 لقمع الانتفاضة الصومالية، وفي مصر في الحرب العالمية الأولى. في حملة ترعة السويس الأولى عام 1915، وحارب الفيلق في الشرق الأوسط في الحرب العالمية الثانية.

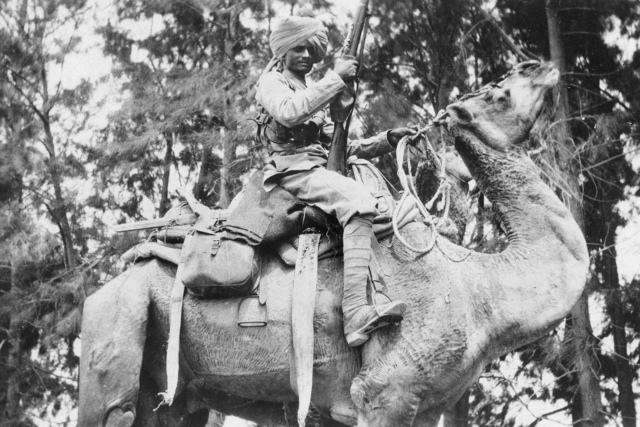
فيلق الجمال بيكانر

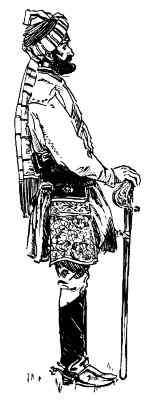
ضابط هندي من فيلق الجمال

بعد استقلال الهند، تم دمج فيلق الجمال بيكانر مع قوات الجمال من جايسلمر في عام 1951 ليصبح جانجا جايسلمر ريسالا وانضم إلى غريناديرز ككتيبة 13. شاركت في الإجراءات لإحباط هجمات الباكستانيين في منطقتي بيكانر وجايسلمر خلال الحرب الباكستانية الهندية 1965.
بعد عام 1975 تم حل جميع فرق الإبل العسكرية الهندية، بما في ذلك جانجا جايسلمر ريسالا. جرت محاولة قصيرة لإحياءهم ولكن الخطة لم تؤت أكلها. لا يزال جانجا ريسالا على قيد الحياة بالرغم من ذلك كجزء من قوة أمن الحدود، مع الاحتفاظ باسم فيلق الجمال بيكانر. إلا أنها تستخدم في المقام الأول لأغراض احتفالية، فهي واحدة من وحدات سلاح الفرسان القليلة التي لا تزال تحتفظ بها القوات المسلحة الحالية.
تم تفكيك جانجا جايسلمر ريسالا في عام 1974 وخضع للتحويل إلى مشاة قياسية. وهي لا تزال تعمل كتيبة مشاة عادية تحت اسم 13 Grenadiers (Ganga Jaisalmer). بعد عام 1971 ، شهدت الوحدة إجراءات في عمليات مكافحة التمرد في ولايتي البنجاب وآسام.